# Alastorynerus ludendorffi
Alastorynerus ludendorffi är en stekelart som först beskrevs av Dusmet.  Alastorynerus ludendorffi ingår i släktet Alastorynerus och familjen Eumenidae. Inga underarter finns listade i Catalogue of Life.